# Luigi di Guisa (1527-1578)
Luigi di Guisa, noto come Luigi I cardinale di Guisa (Joinville, 21 ottobre 1527 – Parigi, 29 marzo 1578), era il quarto figlio di Claudio I di Guisa Duca di Guisa e di Antonia di Borbone-Vendôme, fratello minore di Carlo e di Francesco I di Guisa. Era anche nipote del cardinale Giovanni di Lorena.

## Biografia
Divenne amministratore apostolico della diocesi di Troyes nel maggio 1545, all'età di diciotto anni. Fu trasferito, sempre come amministratore apostolico, alla sede metropolitana di Albi il 27 giugno 1550 e tre anni dopo fu creato cardinale da papa Giulio III, che gli assegnò la diaconia di San Tommaso in Parione. Divenuto arcivescovo di Sens nel 1561, l'anno seguente cedette l'arcivescovato al cardinale de Pellevée. Nel 1567 divenne abate commendatario di Fontenay, carica che tenne fino alla morte. Fu vescovo di Metz dal 5 ottobre 1568. Il 13 febbraio 1575 incoronò re Enrico III di Francia a Reims.
Diversamente da suo fratello Carlo, non svolse un ruolo attivo negli intrighi di famiglia.
Ebbe una figlia illegittima, Anna d'Arne, che sposò Charles von Janowitz nel 1572.

## Genealogia episcopale
La genealogia episcopale è:
- Cardinale Claude de Longwy de Givry
- Cardinale Carlo di Lorena
- Cardinale Luigi di Guisa

## Ascendenza
|                                |                                  |                                    | Genitori                       |  |  | Nonni |  |  | Bisnonni                 |  |  | Trisnonni            |  |
|                                |                                  |                                    |                                |  |  |       |  |  | Federico II di Vaudémont |  |  | Antonio di Vaudémont |  |
|                                |                                  |                                    |                                |  |  |       |  |  | Federico II di Vaudémont |  |  | Antonio di Vaudémont |  |
|                                |                                  | Maria d'Harcourt                   |                                |  |  |       |  |  | Federico II di Vaudémont |  |  |                      |  |
| Renato II di Lorena            |                                  |                                    |                                |  |  |       |  |  | Federico II di Vaudémont |  |  |                      |  |
|                                |                                  | Iolanda d'Angiò                    | Renato d'Angiò                 |  |  |       |  |  |                          |  |  |                      |  |
|                                |                                  | Iolanda d'Angiò                    | Renato d'Angiò                 |  |  |       |  |  |                          |  |  |                      |  |
|                                |                                  | Iolanda d'Angiò                    | Isabella di Lorena             |  |  |       |  |  |                          |  |  |                      |  |
| Claudio I di Guisa             |                                  | Iolanda d'Angiò                    |                                |  |  |       |  |  |                          |  |  |                      |  |
|                                |                                  | Adolfo di Egmond                   | Arnoldo di Egmond              |  |  |       |  |  |                          |  |  |                      |  |
|                                |                                  | Adolfo di Egmond                   | Arnoldo di Egmond              |  |  |       |  |  |                          |  |  |                      |  |
|                                |                                  | Adolfo di Egmond                   | Caterina di Clèves             |  |  |       |  |  |                          |  |  |                      |  |
| Filippina di Gheldria          |                                  | Adolfo di Egmond                   |                                |  |  |       |  |  |                          |  |  |                      |  |
|                                |                                  | Caterina di Borbone-Clermont       | Carlo I di Borbone             |  |  |       |  |  |                          |  |  |                      |  |
|                                |                                  | Caterina di Borbone-Clermont       | Carlo I di Borbone             |  |  |       |  |  |                          |  |  |                      |  |
|                                |                                  | Caterina di Borbone-Clermont       | Agnese di Borgogna             |  |  |       |  |  |                          |  |  |                      |  |
| Luigi di Guisa                 |                                  | Caterina di Borbone-Clermont       |                                |  |  |       |  |  |                          |  |  |                      |  |
|                                | Giovanni VIII di Borbone-Vendôme | Luigi I di Borbone-Vendôme         |                                |  |  |       |  |  |                          |  |  |                      |  |
|                                | Giovanni VIII di Borbone-Vendôme | Luigi I di Borbone-Vendôme         |                                |  |  |       |  |  |                          |  |  |                      |  |
|                                | Giovanni VIII di Borbone-Vendôme | Giovanna di Monfort-Laval          |                                |  |  |       |  |  |                          |  |  |                      |  |
| Francesco di Borbone-Vendôme   | Giovanni VIII di Borbone-Vendôme |                                    |                                |  |  |       |  |  |                          |  |  |                      |  |
|                                |                                  | Isabella di Beauvau                | Luigi di Beauvau               |  |  |       |  |  |                          |  |  |                      |  |
|                                |                                  | Isabella di Beauvau                | Luigi di Beauvau               |  |  |       |  |  |                          |  |  |                      |  |
|                                |                                  | Isabella di Beauvau                | Margherita di Chambeley        |  |  |       |  |  |                          |  |  |                      |  |
| Antonia di Borbone-Vendôme     |                                  | Isabella di Beauvau                |                                |  |  |       |  |  |                          |  |  |                      |  |
|                                |                                  | Pietro II di Lussemburgo-Saint-Pol | Luigi di Lussemburgo-Saint-Pol |  |  |       |  |  |                          |  |  |                      |  |
|                                |                                  | Pietro II di Lussemburgo-Saint-Pol | Luigi di Lussemburgo-Saint-Pol |  |  |       |  |  |                          |  |  |                      |  |
|                                |                                  | Pietro II di Lussemburgo-Saint-Pol | Giovanna di Marle              |  |  |       |  |  |                          |  |  |                      |  |
| Maria di Lussemburgo-Saint-Pol |                                  | Pietro II di Lussemburgo-Saint-Pol |                                |  |  |       |  |  |                          |  |  |                      |  |
|                                |                                  | Margherita di Savoia               | Ludovico di Savoia             |  |  |       |  |  |                          |  |  |                      |  |
|                                |                                  | Margherita di Savoia               | Ludovico di Savoia             |  |  |       |  |  |                          |  |  |                      |  |
|                                |                                  | Margherita di Savoia               | Anna di Lusignano              |  |  |       |  |  |                          |  |  |                      |  |
|                                |                                  | Margherita di Savoia               |                                |  |  |       |  |  |                          |  |  |                      |  |